# Тагарозух
Тагарозух (лат. Tagarosuchus) — род крокодиломорф, принадлежащих к граде протозухий («Protosuchia») в составе клады крокодилиформ (Crocodyliformes). Включает единственный вид — Tagarosuchus kulemzini. Ископаемые остатки известны из нижнемеловых отложений илекской свиты в Западной Сибири (баррем — апт, 125,77—113,2 млн лет). 

## История открытия
Голотипом является экземпляр ПИН, № 2860/2, представленный неполным черепом с нижней челюстью. Он был обнаружен на местонахождении Шестаково-3 (илекская свита) в Чебулинском районе, Кемеровская область, Россия.
Новые род и вид Tagarosuchus kulemzini были научно описаны В. Р. Алифановым, М. Б. Ефимовым, И. В. Новиковым и М. Моралесом в 1999 году в журнале «Доклады Академии наук». Родовое название отсылает к тагарской культуре — археологической культурой скифского типа, известной из того же региона. Видовое название дано в честь кузбасского культуролога и организатора палеонтологических исследований А. М. Кулемзина.

## Описание
Протозухия средних размеров. Длина черепа голотипа составляет 60 мм, ширина заглазничной области — 46 мм, продольный диаметр глазниц — 21 мм. 
Череп широкий и короткий. Непарная и широкая наружная ноздря направлена косо вперёд. Кости черепа и нижней челюсти скульптированы. Лобные и теменные кости парные, при этом верхнезатылочная кость участвует в формировании верхней поверхности крыши черепа. Череп имеет щелевидное нижнее височное окно. На верхней челюсти пять зубов. Нижнечелюстной клык входит в широкую вырезку на верхнечелюстной кости.
От других представителей семейства Protosuchidae, к которому первоначально отнесли род авторы описания, отличается короткой мордой, непарной наружной ноздрëй, парными теменными костями, участием верхнезатылочной кости в формировании крыши черепа и числом зубов на верхней челюсти. Прочие признаки встречаются у других представителей группы в разных комбинациях.

## Классификация
Авторы описания отнесли тагарозуха к семейству Protosuchidae. Это семейство традиционно относят к отряду протозухий («Protosuchia»), который представляет собой эволюционную граду базальных крокодилиформ (Crocodyliformes). Филогенетическое положение тагарозуха не определено. По размерам и форме уплощённых лабио-лингвально коронок щёчных зубов тагарозух похож на Sichuanosuchus из верхней юры Китая. 

## Палеоэкология
Ископаемые остатки тагарозуха (Tagarosuchus sp.) идентифицированы как в кийском комплексе отложений илекской свиты (долины рек Кия и Серта), так и кемчугском (долины рек Кемчуг и Большой Терехтюль). В этих отложениях обычно остатки пситтакозавра (Psittacosaurus sibiricus и P. sp.), полуводных рептилий хористодер и сцинкообразных ящериц семейства Paramacellodidae. Помимо пситтакозавра, динозавры илекской свиты представлены титанозавриформом сибиротитаном (Sibirotitan), цератозавром киякурсором (Kiyacursor), а также двумя родами птиц (Evgenavis и Mystiornis), а также рядом неопределённых до рода и вида динозавров, включая теропод, титанозавров, стегозавров и анкилозавров. К числу других представителей палеофауны свиты относятся птерозавры, крокодиломорфы, черепахи, ящерицы, земноводные и цинодонты, в том числе млекопитающие.
Несмотря на принадлежность к раннемеловому «пситтакозавровому биохрону», в илекской свите представлены остатки различных таксонов, характерных для юрского периода. Это позволяет предположить, что в начале мелового периода данный регион Сибири выступал в качестве рефугиума. Саламандра Kiyatriton и цинодонт Stereognathus являются реликтами юрского периода. Крокодиломорфы тагарозух и киязух (Kyasuchus) также принадлежат к группам юрского происхождения. Присутствие стегозавров может быть особенностью азиатских континентальных фаун мелового периода. Киякурсор является первым цератозавром, описанным из нижнего мела Азии, — прочие азиатские цератозавры жили в юрском периоде.